# Lithoptila
A Lithoptila a madarak (Aves) osztályának trópusimadár-alakúak (Phaethontiformes) rendjébe, ezen belül a fosszilis Prophaethontidae családjába tartozó nem.
Korábban a kutatók még nem tudták, hogy ez a madár melyik rendbe tartozik-e, a gödényalakúakéba (Pelecaniformes) vagy a trópusimadár-alakúakéba (Phaethontiformes). Manapság a legtöbben elfogadják az utóbbiba való besorolását.

## Tudnivalók
A fosszilis Lithoptila tengeri madár volt, amely a paleocén korhoz tartozó thaneti korszak idején élt, ezelőtt 59,2–56 millió évvel. A megkövesedett maradványait az Afrikában levő Marokkó területén találták meg.
Ebből a madárnemből eddig, csak egy faj, a Lithoptila abdounensis Bourdon, Bouya & Iarochène, 2005 került elő.

## Fordítás
- Ez a szócikk részben vagy egészben  a   Lithoptila című angol Wikipédia-szócikk ezen változatának fordításán alapul.  Az eredeti cikk szerkesztőit annak laptörténete sorolja fel. Ez a jelzés csupán a megfogalmazás eredetét és a szerzői jogokat jelzi, nem szolgál a cikkben szereplő információk forrásmegjelöléseként.